# هندسة البرمجيات بمساعدة الحاسوب

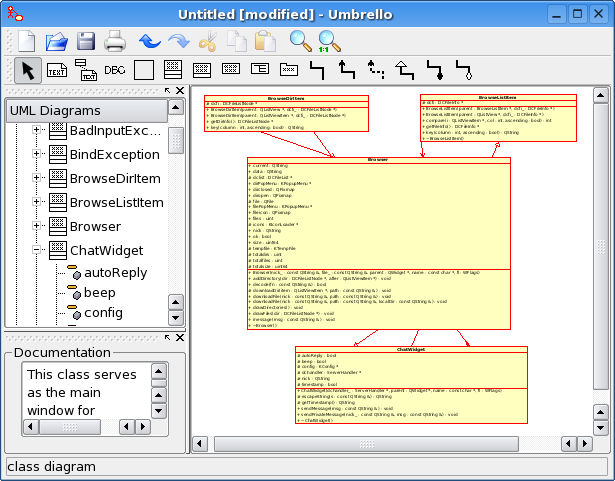

هندسة البرمجيات بمساعدة الحاسوب "CASE" مختصرها: (بالإنجليزية: computer-aided software engineering)‏، وهو عنوانٌ شاملٌ لبرمجيات مصمَّمةٍ لاستخدامِ الحواسيب في جميع مراحل تطوير البرامج، بدءاً من مرحلةِ التخطيط والنمذجة وانتهاءً بالترميز والتوثيق. وهي تمثِّل بيئةَ عملٍ مؤلفةً من برامجَ وأدواتِ تطويرٍ أخرى، تساعدُ المديرين ومحللي النظم والمبرمجين وغيرِهم على أتمتةِ تصميمِ وتنجيزِ البرامجِ والإجراءات في نظم إدارة الأعمال، والهندسة، والتطبيقات العلمية الحاسوبية.